# Білокуракинський районний краєзнавчий музей
Білокура́кинський райо́нний краєзна́вчий музе́й — краєзнавчий музей у смт. Білокуракине Луганської області.

## Історія
Створений на громадських засадах за рішенням сесії районної ради у 1978 році. Експозиції розміщувались у двох кімнатах районного Будинку культури загальною площею 48 м². Музейна колекція нараховувала близько 500 музейних предметів. У 2001 році музей одержав статус районного та був переведений в окреме приміщення. У березні 2002 року нові експозиції музею були відкриті для відвідувачів.

## Опис
В музеї зберігаються колекції предметів археології, нумізматики, документів, фотографій, одягу і рушників та колекція предметів побуту.
Колекція археології налічує 65 предметів: вироби з кременю, кераміки кам'яної та бронзової доби. Колекція нумізматики — 100 предметів. Головним чином це російські монети різного номіналу та року випуску. Найдавніша датується 1893 роком. Колекція документів налічує 90 предметів: посвідчення, грамоти, членські квитки, паспорти, мандати, подяки, свідоцтва та інші. Більшість з них періоду Другої світової війни. Найдавніший датується 1898 роком. Колекція фотографій — 242 предмети. Серед них портрети, фотографії сюжетні та видові. Найдавніша датована 1897 роком. До колекції рушників та жіночого одягу входить 55 предметів. Серед них рушники та сорочки російські, українські, святкові та обрядові, з домотканого лляного полотна та з меткалю, вишиті в біхромній червоно — чорній гамі. Колекція предметів побуту налічує 150 одиниць. Серед них знаряддя праці, посуд, предмети побуту з дерева, металу, лози та глини.
Музейні експозиції розташовані в 3–х залах: зеленій, червоній та блакитній. В зеленій залі містяться експозиції, що розповідають про природу, археологію та етнографію Білокураківщини. Експозиції червоної зали про громадянську та Другу світову війну, визволення Білокуракинщини від німецько–фашистських загарбників та післявоєнну відбудову району. Експозиції блакитної зали — про сучасний розвиток рідного краю.